# Сан-Фелісес-де-Буельна
Сан-Фелісес-де-Буельна (ісп. San Felices de Buelna) — муніципалітет в Іспанії, у складі автономної спільноти Кантабрія. Населення — 2314 осіб (2009).
Муніципалітет розташований на відстані близько 320 км на північ від Мадрида, 28 км на південний захід від Сантандера.
На території муніципалітету розташовані такі населені пункти: Ла-Барсена, Хаїн, Льяно, Мата, Посахо-Пеніас, Ріверо (адміністративний центр), Сопенілья, Совілья, Тарріба.

## Демографія
Динаміка населення (INE ):

## Галерея зображень

Розташування муніципалітету